# Пасквини, Джанкарло
Джанка́рло Паскви́ни (итал. Giancarlo Pasquini; род. 21 февраля 1963, Мантуя, Ломбардия) — итальянский композитор и продюсер, известный под псевдонимом Dave Rodgers.

## Карьера
Начал свою карьеру в группе Aleph, затем сотрудничал с артистами со всего мира, спродюсировал несколько мульти-платиновых альбомов, а также имел успех в японской музыкальной индустрии как певец, композитор и продюсер, продав более 30 миллионов альбомов.
Является владельцем лейблов Rodgers Studio и A-Beat-C Productions вместе с Альберто Контини. Считается одним из основателей японского евробита. Написал и спродюсировал песни для J-pop артистов, таких как Намиэ Амуро, V6 и MAX, которые познакомили японских музыкальных фанатов с электронной музыкой стиля евробит. Джанкарло спродюсировал множество песен для серии сборников танцевальной музыки «Super Eurobeat», которые выпускаются с 1990 года по-настоящее время, и сейчас включают 250 альбомов, не считая выпущенного после заключительного нумерованного 250-го альбома (2018) The Best of Super Eurobeat 2019 и спин-оффов Super Eurobeat Presents. Много спродюсированных им песен стали известными хитами: «Space Boy», исполненная им под псевдонимом Dave Rodgers, «Music For The People» — под тем же псевдонимом, а также кавер-версия этой песни в исполнении V6, «Try Me» в исполнении Жеки Басотского, «Go Go Money» в исполнении Neo, «Original Sin» в исполнении Powerful T., «Get Wild» в сотрудничестве с Тэцуей Комуро. Несколько этих песен использовались в аниме Initial D и компьютерных играх.
Джанкарло недавно выпустил новый альбом «Blow Your Mind» под псевдонимом Dave Rodgers, музыка на котором больше похожа на рок, чем на предыдущие его песни в стиле евробит, а также основал новый лейбл евробита «Sun Fire Records».

## Список песен
Под псевдонимом Dave Rodgers:
- «1 Fire»
- «100»
- «86»
- «Above the Light»
- «Ale' Japan»
- «All Around The World» (feat. M. Landau)
- «All I Want For Christmas Is You»
- «Anniversary» (with Domino & Virginelle)
- «Another Miracle» (with Nuage)
- «Are We Gonna Be Together» (with Meri)
- «Baby Come Back» (Dave Rodgers Mix) (with Domino)
- «Baby Come Back» (Domino Mix) (with Domino)
- «Beat Of The Rising Sun»
- «Black Fire»
- «Boom Boom Japan»
- «Burning Like A Fire» (feat. Alex de Rosso)
- «California Dreaming»
- «Car Of Your Dreams» (with Nuage)
- «Come On Everybody»
- «Come On Let’s Dance»
- «Contact» (with Karen)
- «Could It Be Magic» (with Karen)
- «Crimson Kiss»
- «Dancing In The Starlight»
- «Deja Vu»
- «Disco Fire»
- «Dive Into Your Body»
- «Don’t Let Me Cry» (with Nuage)
- «Don’t Make Me Cry» (with Nuage)
- «Eldorado»
- «Fever»
- «Fevernova» (with Kiko Loureiro)
- «Fire Dragon» (feat. Patrick Rondat)
- «Fly»
- «Get Wild»
- «Go To The Top»
- «Golden 70’s Years»
- «Gold Night»
- «I Believe In You» (with Domino)
- «I Just Wanna Find You» (with Domino)
- «I Wanna Give You My Heart» (with Meri)
- «I Want To Feel»
- «I Was Made For Lovin' You»
- "I’ll Be Your Hero
- «I Want To Feel»
- «Into The Sunrise»
- «Kingdom Of Rock»
- «Let It Be»
- «Let’s Go To The Show K2 The Auto Messe»
- «Like A Space Invader» (Extended Friday Version)
- «Like A Space Invader» (Extended Saturday Version)
- «Livin' La Vida Mickey»
- «Living In Peace» (with Karen)
- «Love In The Elevator»
- «Love Train»
- «Lucky Man»
- «Made In Japan»
- «Make A Movement!!»
- «Make Up Your Mind»
- «Mary Ann» (with Domino)
- «Merry Christmas Baby»
- «MF Ghost»
- «Milan Milan Milan»
- «Music For The People» (with Jennifer Batton)
- «My Dream Team Is Verdy»
- «Not Gonna Get Us»
- «Night Fever» (with Mega NRG Man)
- «Nothing Changed»
- «Red Core» (feat. Stef Burns)
- «Red Hot Zip» (with Domino)
- «Resistance»
- «Rich & Famous»
- «Ring of Fire» (feat. Kiko Loureiro)
- «Saturday Night Fever»
- «Self Control»
- «Seventies»
- «Skylight»
- «Smoke On The Water»
- «Shake»
- «Soul Gasoline»
- «Space Boy»
- «Space Invader»
- «Stay The Night»
- «Sun City»
- «Sun City 2008»
- «Super Eurobeat» (feat. Futura)
- «Surrender» (with Karen)
- «Sweat & Tears»
- «Sweet Little Cinderella» (with Domino)
- «Take Me Higher»
- «Tension»
- «The Final Countdown»
- «The Final Game» (with Kiko Loureiro)
- «The House of Fire»
- «The Race Is Over»
- «The Race Is The Game»
- «The Race of The Night»
- «The V.I.P. Is JP»
- «They Say» (with Dr. D.O.P.E.)
- «Time To Countdown»
- «True To Your Heart»
- «Two Worlds»
- «Unbelievable» (with Annalise)
- «Victory»
- «Watch Me Dancing»
- «Watch Out»
- «We Are The Champions» (with A-Beat Friends)
- «We Wanna Rock»
- «Wheels of Fire»
- «Wild Heaven»
- «Wild Reputation 2005»
- «Woman From Tokyo»
- «You’ll Be In My Heart»
- «MF GHOST»[3]

В составе группы Aleph:
- «Let The Music Play»
- «Fly To Me»
- «Doctor»
- «Take My Life»
- «Generation Of Love»
- «Hero»
- «Bad Power»
- «Big Brother»
- «Black Out»
- «Bloody Feeling»
- «Break Away»
- «Check It Up»
- «Fire On The Moon»
- «I’m In Danger»
- «Just For Love»
- «Never Let Me Down»
- «Silver»

Под псевдонимом The Big Brother:
- «Soul Gasoline»
- «Oh Oh Girls Are Dancing»
- «Wild Reputation»
- «Don’t Go Breaking My Heart»
- «Rock And Roll»
- «Dancing In The Fire»
- «Big Time»
- «Ai No Corrida»
- «September»
- «Tears On My Eyes»
- «Red Fire»
- «L.A. Time»
- «Knock On Wood»

Под другими псевдонимами:
- Raymond Barry — «Get Back»
- Derek Simon — «Dance With Me»
- Chester — «Right Time»
- Dr. Money — «Give Up»
- Patrick Hooley — «Catching Your Time»
- Patrick Hooley — «Listen to Your Heart»
- Tommy J — «Desire»
- Manzi-Bellini — «In Your Eyes»
- Billy Mappy — «Get It On»
- Paul Murray — «Comedia»
- Red Skins — «Dance Around the Totem»
- Mario Ross — «More Illusions»
- Mario Ross — «Push Push Ballerina»
- RCS — «Rocking The City»
- Robert Stone — «Black Cars»
- Robert Stone — «Burning Heart»
- Robert Stone — «Dance Girl»
- Robert Stone — «Don’t Give Up»
- Robert Stone — «Pocket Time»
- Robert Stone — «Welcome To The Jungle»
- Roby Benvenuto — «Gringo»